# Pont-Hébert (comuna delegada)
Pont-Hébert era una comuna francesa situada en el departamento de Mancha, de la región de Normandía, que el uno de enero de 2018 pasó a ser una comuna delegada de la comuna nueva de Pont-Hébert al fusionarse con la comuna de Le Hommet-d'Arthenay.

## Demografía
| Gráfica de evolución demográfica de Pont-Hébert entre 1800 y 2015 |
|                                                                   |

Los datos demográficos contemplados en este gráfico de la comuna de Pont-Hébert se han cogido de 1800 a 1999 de la página francesa EHESS/Cassini, y los demás datos de la página del INSEE.